# Brachyphaea hulli
Brachyphaea hulli är en spindelart som beskrevs av Roger de Lessert 1921. Brachyphaea hulli ingår i släktet Brachyphaea och familjen flinkspindlar. Inga underarter finns listade.